# Misericòrdia
|  | Per a altres significats, vegeu «Misericòrdia (desambiguació)». |

La misericòrdia és una actitud bondadosa de compassió vers altri, generalment de l'ofès vers l'ofensor o des del més afortunat vers el més necessitat. En el cristianisme, és un dels principals atributs divins.

## En el cristianisme
Tradicionalment, la religió cristiana ha ensenyat la necessitat de, imitant la misericòrdia divina, portar a terme aquesta actitud en forma d'obres, tant espirituals com corporals. Les obres que hom recomana són:
Obres de misericòrdia espirituals
- Ensenyar a qui no sap
- Donar bon consell a qui el necessita
- Corregir el qui s'equivoca
- Perdonar les injúries
- Consolar els afligits
- Tolerar els defectes del proïsme
- Pregar pels vius i els difunts

Obres de misericòrdia corporals
- Donar menjar al qui té fam
- Donar beure al qui té set
- Vestir els despullats
- Visitar els malalts
- Assistir als presos
- Donar posada al pelegrí
- Sepultar els morts

El papa Joan Pau II, reconeixent la importància de conèixer la Misericòrdia de Déu, hi va dedicar una encíclica, amb el nom de Dives in Misericordia (Ric en Misericòrdia). La corona o coroneta de la Divina Misericòrdia és la gran oració per demanar misericòrdia a Déu.